# Temporada da NBA de 1993–94
A Temporada da NBA de 1993–94 foi a 48.º temporada da National Basketball Association. A temporada acabou com o  Houston Rockets ganhando do New York Knicks 4 jogos a 3 nas Finais da NBA para conquistar o primeiro campeonato da franquia.

## Troca de treinadores
| Pré-temporada        | Pré-temporada      | Pré-temporada      |
| Time                 | Técnico em 1992–93 | Técnico em 1993–94 |
| -------------------- | ------------------ | ------------------ |
| Atlanta Hawks        | Bob Weiss          | Lenny Wilkens      |
| Cleveland Cavaliers  | Lenny Wilkens      | Mike Fratello      |
| Dallas Mavericks     | Gar Heard          | Quinn Buckner      |
| Detroit Pistons      | Ron Rothstein      | Don Chaney         |
| Indiana Pacers       | Bob Hill           | Larry Brown        |
| Los Angeles Clippers | Larry Brown        | Bob Weiss          |
| Orlando Magic        | Matt Guokas        | Brian Hill         |
| Durante a temporada  |                    |                    |
| Time                 | Técnico demitido   | Técnico contratado |
| Los Angeles Lakers   | Randy Pfund        | Bill Bertka        |
| Los Angeles Lakers   | Bill Bertka        | Magic Johnson      |

## Eventos
- O Orlando Magic tornou-se a primeira equipe a ganhar a melhor posição geral em anos consecutivos na era da loteria, também conhecido como draft. Contrataram Chris Webber no Draft de 1993 da NBA, apenas para o trocar para os Golden State Warriors por Penny Hardaway. Webber ganharia o Rookie of the Year naquela temporada.[2]
- Pouco antes do início da temporada, Michael Jordan chocou o mundo ao anunciar a sua aposentadoria da NBA, após o falecimento do seu pai. Jordan não voltaria às quadras até março de 1995.[3]
- Os Chicago Bulls jogaram a sua última temporada no estádio do Chicago Stadium.
- O Cleveland Cavaliers jogou a sua última temporada no Richfield Coliseum.
- O San Antonio Spurs jogou a sua primeira temporada no Alamodome.
- Os Atlanta Hawks trocaram o ala e All-Star Dominique Wilkins por Danny Manning do Los Angeles Clippers, na metade da temporada. Os Hawks tornaram-se o primeiro e único time que liderou a liga que trocou o seu líder de pontos por jogo durante a época regular.[4]
- Os Dallas Mavericks quase se tornaram a primeira equipe a perder 70 ou mais jogos em temporadas consecutivas. Terminaram com um terrível recorde de 13-69 jogos.[5]
- Isiah Thomas dos Detroit Pistons sofreu um lesão no tendão de Aquiles num jogo contra o Orlando Magic em abril, o que levou à sua aposentadoria da NBA. Apenas alguns meses antes, o colega de equipe Bill Laimbeer anunciou a sua aposentadoria, citando a falta de vontade de jogar. A sua aposentadoria chegou uma temporada antes da chegada de Grant Hill na temporada seguinte.[6]
- A lenda dos Lakers, Magic Johnson tentou começar uma carreira como treinador, mas os Lakers não conseguiram chegar nos playoffs apenas pela quarta vez na história da NBA (e a primeira vez desde 1976) e Johnson recusou-se a voltar para a temporada 1994-95; ambas as equipas com sede em L.A. colocaram uma marca colectiva de 60-104, marcando a primeira vez que tanto os Lakers como os Clippers falharam os playoffs juntos desde a chegada desta última equipe a Los Angeles em 1984.
- O Houston Rockets empatou um recorde estabelecido em 1948 pelo Washington Capitols no início da temporada com 15 vitórias; começaram a época com 22-1 antes de terminarem com um recorde de 58-24.
- Em 17 de fevereiro, David Robinson do San Antonio Spurs registou o 4.º quádruplo-duplo da NBA (34 pontos, 10 rebotes, assistências e bloqueios) num jogo em casa contra os Detroit Pistons. Esta foi a última vez que um quádruplo-duplo foi feito num jogo da NBA.[7]
- O Jogo All-Star da NBA de 1994 foi jogado no Target Center em Minneapolis, Minnesota, com o Leste derrotando o Oeste por 127-118. Scottie Pippen dos Chicago Bulls levou para casa as honras de MVP do jogo.
- No último dia da temporada, o pivô do Spurs David Robinson marcou 71 pontos contra o Los Angeles Clippers para conquistar o título de artilheiro.[8]
- Na sequência do terremoto de Northridge, o jogo entre Sacramento Kings e Los Angeles Lakers foi adiado e remarcado.
- Reggie Miller do Indiana Pacers tornou-se apenas o terceiro membro do Clube 50-40-90 ao disparar 50% da quadra, 42% de três, e 91% da linha do lance livre para o decorrer de toda a temporada. Apenas Larry Bird e Mark Price tinham conseguido este feito na altura; apenas Steve Nash, Dirk Nowitzki, Kevin Durant, Stephen Curry e Kyrie Irving o conseguiram desde então.
- Os Denver Nuggets fizeram história nos Playoffs da NBA ao tornarem-se o primeiro oitavo colocado a derrotar o líder de sua conferência na primeira rodada de uma série de playoffs, quando derrotaram o Seattle SuperSonics por 3 a 2.
- O Indiana Pacers venceu a sua primeira série de playoffs da NBA ao varrer o Orlando Magic, que estava fazendo a sua estreia nos playoffs. Os Pacers iriam para as suas primeiras finais da Conferência do Leste, porém acabaram perdendo para os New York Knicks em sete jogos.
- Os New York Knicks estavam a um jogo de disputar o número máximo de jogos para os playoffs. Se os New Jersey Nets tivessem conseguido mais uma vitória sobre eles na primeira rodada, isto teria sido feito mais uma vez que os Knicks jogaram séries de sete jogos nas três rodadas seguintes contra os Bulls, Pacers, e Rockets. Os Boston Celtics iriam mais tarde ultrapassar a marca em 2008.
- As finais da NBA deste ano seriam as últimas a ir a sete jogos até 2005. Este foi também o único ano em que tanto as finais da NBA como as finais da Taça Stanley iriam a sete jogos e envolveriam equipas da mesma cidade.
- Nem o Los Angeles Lakers nem o Boston Celtics chegaram aos playoffs, fazendo desta a única temporada na história da NBA até 2014 em que nenhuma destas equipas se tinha qualificado.

## Mudanças da NBA em 1993-94
- O Denver Nuggets mudaram o seu logotipo e os seus uniformes, excluindo a linha do arco-íris juntamente com a mudança do esquema de cores para o azul-marinho, vermelho e dourado.[9]
- O Milwaukee Bucks mudaram o seu logotipo e uniformes, adotando um novo esquema de cores de roxo para combinar com o verde escuro, enquanto os seus uniformes apresentavam B's e S's mais altos em casa e uniformes de fora.[10]
- O San Antonio Spurs mudaram-se para o Alamodome.[11]

## Temporada regular

### Por divisão
| Divisão do Atlântico | V  | D  | PCT  | JA | Casa  | Fora  | Div.  |
| -------------------- | -- | -- | ---- | -- | ----- | ----- | ----- |
| y - New York Knicks  | 57 | 25 | .695 | —  | 32–9  | 25–16 | 18–10 |
| x - Orlando Magic    | 50 | 32 | .610 | 7  | 31–10 | 19–22 | 20–8  |
| x - New Jersey Nets  | 45 | 37 | .549 | 12 | 29–12 | 16–25 | 17–11 |
| x - Miami Heat       | 42 | 40 | .512 | 15 | 22–19 | 20–21 | 16–12 |
| Boston Celtics       | 32 | 50 | .390 | 25 | 18–23 | 14–27 | 12–16 |
| Philadelphia 76ers   | 25 | 57 | .305 | 32 | 15–26 | 10–31 | 7–21  |
| Washington Bullets   | 24 | 58 | .293 | 33 | 17–24 | 7–34  | 8–20  |

| Divisão Central         | V  | D  | PCT  | JA | Casa  | Fora  | Div.  |
| ----------------------- | -- | -- | ---- | -- | ----- | ----- | ----- |
| y - Atlanta Hawks       | 57 | 25 | .695 | –  | 36–5  | 21–20 | 21–7  |
| x - Chicago Bulls       | 55 | 27 | .671 | 2  | 31–10 | 24–17 | 21–7  |
| x - Indiana Pacers      | 47 | 35 | .573 | 10 | 29–12 | 18–23 | 15–13 |
| x - Cleveland Cavaliers | 47 | 35 | .573 | 10 | 31–10 | 16–25 | 16–12 |
| Charlotte Hornets       | 41 | 41 | .500 | 16 | 28–13 | 13–28 | 12–16 |
| Detroit Pistons         | 20 | 62 | .244 | 37 | 10–31 | 10–31 | 4–24  |
| Milwaukee Bucks         | 20 | 62 | .244 | 37 | 11–30 | 9–32  | 9–19  |

| Divisão Noroeste       | V  | D  | PCT  | JA | Casa  | Fora  | Div.  |
| ---------------------- | -- | -- | ---- | -- | ----- | ----- | ----- |
| y - Houston Rockets    | 58 | 24 | .707 | —  | 35–6  | 23–18 | 15–11 |
| x - San Antonio Spurs  | 55 | 27 | .671 | 3  | 32–9  | 23–18 | 16–10 |
| x - Utah Jazz          | 53 | 29 | .646 | 5  | 33–8  | 20–21 | 21–5  |
| x - Denver Nuggets     | 42 | 40 | .512 | 16 | 28–13 | 14–27 | 14–12 |
| Minnesota Timberwolves | 20 | 62 | .244 | 38 | 13–28 | 7–34  | 5–21  |
| Dallas Mavericks       | 13 | 69 | .159 | 45 | 6–35  | 7–34  | 7–19  |

| Divisão do Pacífico        | V  | D  | PCT  | JA | Casa  | Fora  | Div.  |
| -------------------------- | -- | -- | ---- | -- | ----- | ----- | ----- |
| y - Seattle SuperSonics    | 63 | 19 | .768 | —  | 37–4  | 26–15 | 25–5  |
| x - Phoenix Suns           | 56 | 26 | .683 | 7  | 36–5  | 20–21 | 19–11 |
| x - Golden State Warriors  | 50 | 32 | .610 | 13 | 29–12 | 21–20 | 19–11 |
| x - Portland Trail Blazers | 47 | 35 | .573 | 16 | 30–11 | 17–24 | 17–13 |
| Los Angeles Lakers         | 33 | 49 | .402 | 30 | 21–20 | 12–29 | 7–23  |
| Sacramento Kings           | 28 | 54 | .341 | 35 | 20–21 | 8–33  | 9–21  |
| Los Angeles Clippers       | 27 | 55 | .329 | 36 | 17–24 | 10–31 | 9–21  |

### Por conferência
| #   | Conferência Leste       | Conferência Leste | Conferência Leste | Conferência Leste | Conferência Leste |
| #   | Time                    | V                 | D                 | PCT               | JA                |
| --- | ----------------------- | ----------------- | ----------------- | ----------------- | ----------------- |
| 1   | c - Atlanta Hawks       | 57                | 25                | .695              | –                 |
| 2   | y - New York Knicks     | 57                | 25                | .695              | –                 |
| 3   | x - Chicago Bulls       | 55                | 27                | .671              | 2                 |
| 4   | x - Orlando Magic       | 50                | 32                | .610              | 7                 |
| 5   | x - Indiana Pacers      | 47                | 35                | .573              | 10                |
| 6   | x - Cleveland Cavaliers | 47                | 35                | .573              | 10                |
| 7   | x - New Jersey Nets     | 45                | 37                | .549              | 12                |
| 8   | x - Miami Heat          | 42                | 40                | .512              | 15                |
|     |                         |                   |                   |                   |                   |
| 9   | Charlotte Hornets       | 41                | 41                | .500              | 16                |
| 10  | Boston Celtics          | 32                | 50                | .390              | 25                |
| 11  | Philadelphia 76ers      | 25                | 57                | .305              | 32                |
| 12  | Washington Bullets      | 24                | 58                | .293              | 33                |
| 13t | Milwaukee Bucks         | 20                | 62                | .244              | 37                |
| 13t | Detroit Pistons         | 20                | 62                | .244              | 37                |

| #  | Conferência Oeste          | Conferência Oeste | Conferência Oeste | Conferência Oeste | Conferência Oeste |
| #  | Time                       | V                 | D                 | PCT               | JA                |
| -- | -------------------------- | ----------------- | ----------------- | ----------------- | ----------------- |
| 1  | z - Seattle SuperSonics    | 63                | 19                | .768              | –                 |
| 2  | y - Houston Rockets        | 58                | 24                | .707              | 5                 |
| 3  | x - Phoenix Suns           | 56                | 26                | .683              | 7                 |
| 4  | x - San Antonio Spurs      | 55                | 27                | .671              | 8                 |
| 5  | x - Utah Jazz              | 53                | 29                | .646              | 10                |
| 6  | x - Golden State Warriors  | 50                | 32                | .610              | 13                |
| 7  | x - Portland Trail Blazers | 47                | 35                | .573              | 16                |
| 8  | x - Denver Nuggets         | 42                | 40                | .512              | 21                |
|    |                            |                   |                   |                   |                   |
| 9  | Los Angeles Lakers         | 33                | 49                | .402              | 30                |
| 10 | Sacramento Kings           | 28                | 54                | .341              | 35                |
| 11 | Los Angeles Clippers       | 27                | 55                | .329              | 36                |
| 12 | Minnesota Timberwolves     | 20                | 62                | .244              | 43                |
| 13 | Dallas Mavericks           | 13                | 69                | .159              | 50                |

#### Observações
- z – Vantagem de jogos em casa para todos os jogos de playoffs
- c – Vantagem de jogos em casa para todos os jogos de conferência de playoffs
- y – Ganhou o título de divisão
- x – Ganhou um lugar nos playoffs

## Playoffs
Times em negrito avançaram para a próxima rodada. Os números à esquerda de cada time representa a posição do time em sua conferência, e os números à direita indicam quantos jogos esse time ganhou na série de jogos. Os campeões de divisão são marcados por um asterisco. Vantagem de jogos em casa não necessariamente pertencem ao time que ficou em uma melhor posição, na prática é para o time com o melhor percentual de jogos ganhos durante a temporada regular; os times com essa vantagem estão marcados em itálico.
|  | Primeira Rodada | Primeira Rodada | Primeira Rodada |   |              | Segunda Rodada | Segunda Rodada | Segunda Rodada |  |    | Semi-finais | Semi-finais | Semi-finais |  |    | Finais  | Finais | Finais |
|  |                 |                 |                 |   |              |                |                |                |  |    |             |             |             |  |    |         |        |        |
|  | L1              | Hawks*          | 3               |   |              |                |                |                |  |    |             |             |             |  |    |         |        |        |
|  | L8              | Heat            | 2               |   |              |                |                |                |  |    |             |             |             |  |    |         |        |        |
|  | L8              | Heat            | 2               |   | L1           | Hawks*         | 2              |                |  |    |             |             |             |  |    |         |        |        |
|  |                 |                 |                 |   | L1           | Hawks*         | 2              |                |  |    |             |             |             |  |    |         |        |        |
|  |                 | L5              | Pacers          | 4 |              |                |                |                |  |    |             |             |             |  |    |         |        |        |
|  | L4              | L5              | Pacers          | 4 | Magic        | 0              |                |                |  |    |             |             |             |  |    |         |        |        |
|  | L4              |                 |                 |   | Magic        | 0              |                |                |  |    |             |             |             |  |    |         |        |        |
|  | L5              | Pacers          | 3               |   |              |                |                |                |  |    |             |             |             |  |    |         |        |        |
|  | L5              | Pacers          | 3               |   |              |                |                |                |  | L5 | Pacers      | 3           |             |  |    |         |        |        |
|  |                 |                 |                 |   |              |                |                |                |  | L5 | Pacers      | 3           |             |  |    |         |        |        |
|  |                 | L2              | Knicks*         | 4 |              |                |                |                |  |    |             |             |             |  |    |         |        |        |
|  | L3              | L2              | Knicks*         | 4 | Bulls        | 3              |                |                |  |    |             |             |             |  |    |         |        |        |
|  | L3              |                 |                 |   | Bulls        | 3              |                |                |  |    |             |             |             |  |    |         |        |        |
|  | L6              | Cavaliers       | 0               |   |              |                |                |                |  |    |             |             |             |  |    |         |        |        |
|  | L6              | Cavaliers       | 0               |   | L3           | Bulls          | 3              |                |  |    |             |             |             |  |    |         |        |        |
|  |                 |                 |                 |   | L3           | Bulls          | 3              |                |  |    |             |             |             |  |    |         |        |        |
|  |                 | L2              | Knicks*         | 4 |              |                |                |                |  |    |             |             |             |  |    |         |        |        |
|  | L2              | L2              | Knicks*         | 4 | Knicks*      | 3              |                |                |  |    |             |             |             |  |    |         |        |        |
|  | L2              |                 |                 |   | Knicks*      | 3              |                |                |  |    |             |             |             |  |    |         |        |        |
|  | L7              | Nets            | 1               |   |              |                |                |                |  |    |             |             |             |  |    |         |        |        |
|  | L7              | Nets            | 1               |   |              |                |                |                |  |    |             |             |             |  | L2 | Knicks* | 3      |        |
|  |                 |                 |                 |   |              |                |                |                |  |    |             |             |             |  | L2 | Knicks* | 3      |        |
|  |                 | O2              | Rockets*        | 4 |              |                |                |                |  |    |             |             |             |  |    |         |        |        |
|  | O1              | O2              | Rockets*        | 4 | SuperSonics* | 2              |                |                |  |    |             |             |             |  |    |         |        |        |
|  | O1              |                 |                 |   | SuperSonics* | 2              |                |                |  |    |             |             |             |  |    |         |        |        |
|  | O8              | Nuggets         | 3               |   |              |                |                |                |  |    |             |             |             |  |    |         |        |        |
|  | O8              | Nuggets         | 3               |   | O8           | Nuggets        | 3              |                |  |    |             |             |             |  |    |         |        |        |
|  |                 |                 |                 |   | O8           | Nuggets        | 3              |                |  |    |             |             |             |  |    |         |        |        |
|  |                 | O5              | Jazz            | 4 |              |                |                |                |  |    |             |             |             |  |    |         |        |        |
|  | O4              | O5              | Jazz            | 4 | Spurs        | 1              |                |                |  |    |             |             |             |  |    |         |        |        |
|  | O4              |                 |                 |   | Spurs        | 1              |                |                |  |    |             |             |             |  |    |         |        |        |
|  | O5              | Jazz            | 3               |   |              |                |                |                |  |    |             |             |             |  |    |         |        |        |
|  | O5              | Jazz            | 3               |   |              |                |                |                |  | O5 | Jazz        | 1           |             |  |    |         |        |        |
|  |                 |                 |                 |   |              |                |                |                |  | O5 | Jazz        | 1           |             |  |    |         |        |        |
|  |                 | O2              | Rockets*        | 4 |              |                |                |                |  |    |             |             |             |  |    |         |        |        |
|  | O3              | O2              | Rockets*        | 4 | Suns         | 3              |                |                |  |    |             |             |             |  |    |         |        |        |
|  | O3              |                 |                 |   | Suns         | 3              |                |                |  |    |             |             |             |  |    |         |        |        |
|  | O6              | Warriors        | 0               |   |              |                |                |                |  |    |             |             |             |  |    |         |        |        |
|  | O6              | Warriors        | 0               |   | O3           | Suns           | 3              |                |  |    |             |             |             |  |    |         |        |        |
|  |                 |                 |                 |   | O3           | Suns           | 3              |                |  |    |             |             |             |  |    |         |        |        |
|  |                 | O2              | Rockets*        | 4 |              |                |                |                |  |    |             |             |             |  |    |         |        |        |
|  | O2              | O2              | Rockets*        | 4 | Rockets*     | 3              |                |                |  |    |             |             |             |  |    |         |        |        |
|  | O2              |                 |                 |   | Rockets*     | 3              |                |                |  |    |             |             |             |  |    |         |        |        |
|  | O7              | Trail Blazers   | 1               |   |              |                |                |                |  |    |             |             |             |  |    |         |        |        |

* Vencedor da divisão
Negrito Vencedor da rodada
Itálico Time com vantagem de jogos em casa

## Líderes de estatísticas
| Categoria                 | Jogador            | Time                   | Stat. |
| ------------------------- | ------------------ | ---------------------- | ----- |
| Pontos por jogo           | David Robinson     | San Antonio Spurs      | 29.8  |
| Rebotes por jogo          | Dennis Rodman      | San Antonio Spurs      | 17.3  |
| Assistências por jogo     | John Stockton      | Utah Jazz              | 12.6  |
| Roubadas de bola por jogo | Nate McMillan      | Seattle SuperSonics    | 2.96  |
| Bloqueios por jogo        | Dikembe Mutombo    | Denver Nuggets         | 4.10  |
| % de arremessos de quadra | Shaquille O'Neal   | Orlando Magic          | .599  |
| % de lances livres        | Mahmoud Abdul-Rauf | Denver Nuggets         | .956  |
| % de cestas de três       | Tracy Murray       | Portland Trail Blazers | .459  |

## Prêmios da NBA
- Jogador Mais Valioso: Hakeem Olajuwon, Houston Rockets
- Novato do Ano: Chris Webber, Golden State Warriors
- Jogador Defensivo do Ano: Hakeem Olajuwon, Houston Rockets
- Sexto Homem do Ano: Dell Curry, Charlotte Hornets
- Jogador Mais Evoluído: Don MacLean, Washington Bullets
- Técnico do Ano: Lenny Wilkens, Atlanta Hawks
- Primeiro Time All-NBA:
- F – Karl Malone, Utah Jazz
- F – Scottie Pippen, Chicago Bulls
- C – Hakeem Olajuwon, Houston Rockets
- G – John Stockton, Utah Jazz
- G – Latrell Sprewell, Golden State Warriors
- Segundo Time All-NBA:
- F – Shawn Kemp, Seattle SuperSonics
- F – Charles Barkley, Phoenix Suns
- C – David Robinson, San Antonio Spurs
- G – Mitch Richmond, Sacramento Kings
- G – Kevin Johnson, Phoenix Suns
- Terceiro Time All-NBA:
- F – Derrick Coleman, New Jersey Nets
- F – Dominique Wilkins, Atlanta Hawks / Los Angeles Clippers
- C – Shaquille O'Neal, Orlando Magic
- G – Mark Price, Cleveland Cavaliers
- G – Gary Payton, Seattle SuperSonics

Primeiro Time NBA All-Defensive:
- F – Charles Oakley, New York Knicks
- F – Scottie Pippen, Chicago Bulls
- C – Hakeem Olajuwon, Houston Rockets
- G – Mookie Blaylock, Atlanta Hawks
- G – Gary Payton, Seattle SuperSonics
- Segundo Time NBA All-Defensive:
- F – Dennis Rodman, San Antonio Spurs
- F – Horace Grant, Chicago Bulls
- C – David Robinson, San Antonio Spurs
- G – Latrell Sprewell, Golden State Warriors
- G – Nate McMillan, Seattle SuperSonics
- Primeiro Time NBA All-Rookie:
- Isaiah Rider, Minnesota Timberwolves
- Anfernee Hardaway, Orlando Magic
- Chris Webber, Golden State Warriors
- Jamal Mashburn, Dallas Mavericks
- Vin Baker, Milwaukee Bucks
- Segundo Time NBA All-Rookie:
- Dino Rađja, Boston Celtics
- Toni Kukoč, Chicago Bulls
- Shawn Bradley, Philadelphia 76ers
- Lindsey Hunter, Detroit Pistons
- Nick Van Exel, Los Angeles Lakers